# 渋民駅
渋民駅（しぶたみえき）は、岩手県盛岡市下田字陣場にある、IGRいわて銀河鉄道いわて銀河鉄道線の駅である。また、2019年より副駅名として啄木のふるさとが付けられている。
好摩駅から乗り入れる東日本旅客鉄道（JR東日本）花輪線の列車も利用可能である。

## 歴史
- 1943年（昭和18年）10月1日：渋民信号場として開設[3]。
- 1950年（昭和25年）12月1日：駅に昇格し、渋民駅として開業[2][3]。
- 1970年（昭和45年）10月1日：貨物取扱廃止[3]。
- 1971年（昭和46年）8月15日：荷物扱い廃止[4]。駅員無配置駅となる[5]。
- 1987年（昭和62年）4月1日：国鉄分割民営化により、JR東日本の駅となる[3]。
- 2002年（平成14年）12月1日：東北新幹線八戸延伸に伴い、JR東日本から分離され、IGRいわて銀河鉄道の駅となる[6]。
- 2019年（平成31年）4月13日：副駅名「啄木のふるさと」が付けられ、命名式が行われる[1]。

渋民といえば石川啄木の出身地として有名だが、当駅が開業したのは戦後（1950年）で、啄木の生前に「渋民駅」は存在しなかった。啄木が和歌等に詠んだ故郷の「停車場」とは、北隣の好摩駅のことである。

## 駅構造
相対式ホーム2面2線を有する地上駅。互いのホームは跨線橋で連絡している。木造駅舎を有する。
盛岡駅管理の社員配置駅で、窓口が設置されている。JR時代は旧駅事務室部分に商店があり切符を委託発売していたがのちに撤退。レンタサイクルあり。

### のりば
| 番線 | 路線                                | 方向 | 行先     |
| ---- | ----------------------------------- | ---- | -------- |
| 1    | ■いわて銀河鉄道線 （■花輪線を含む） | 上り | 盛岡方面 |
| 2    | ■いわて銀河鉄道線                   | 下り | 八戸方面 |
| 2    | ■花輪線                             | 下り | 大館方面 |

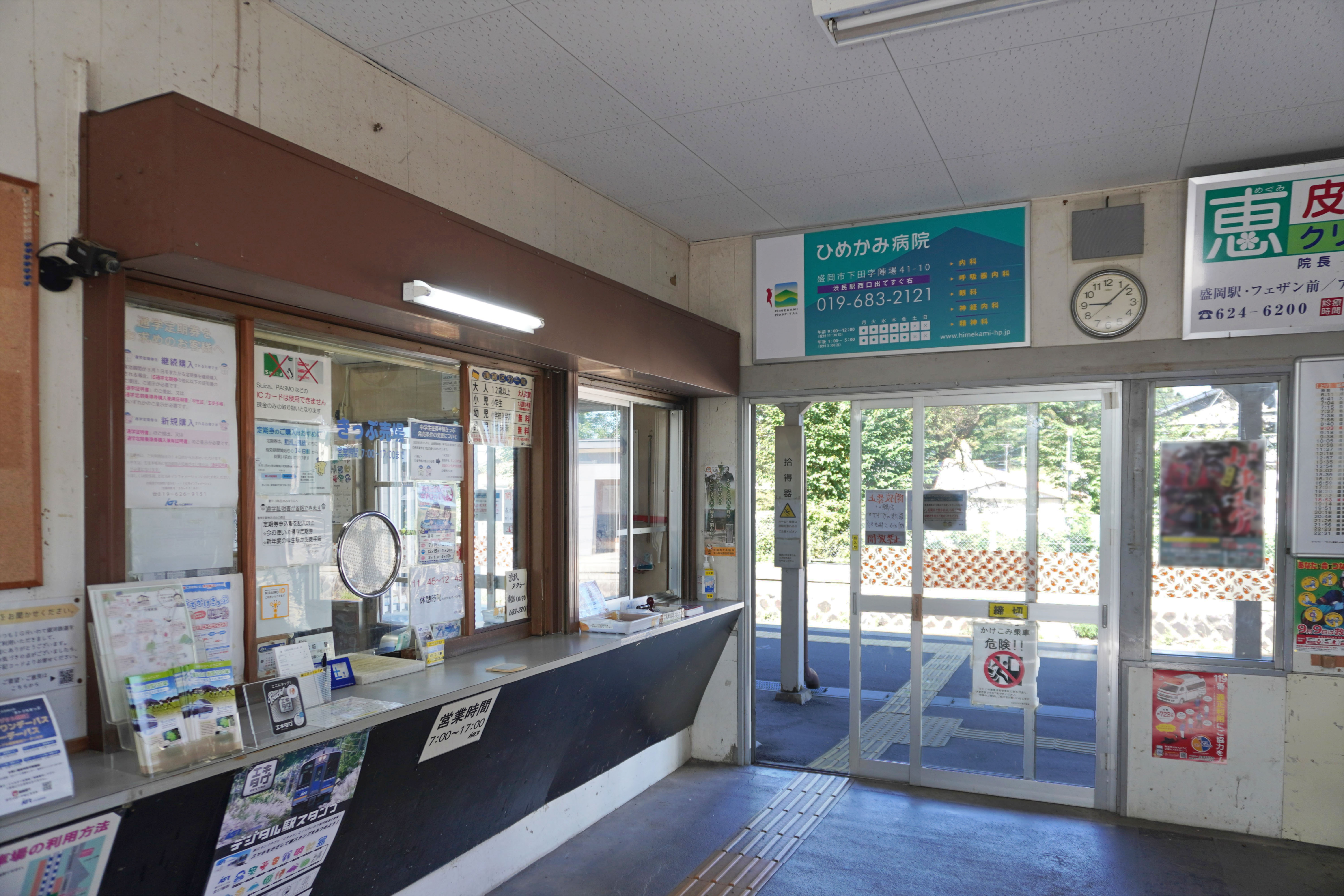
改札口（2023年9月）
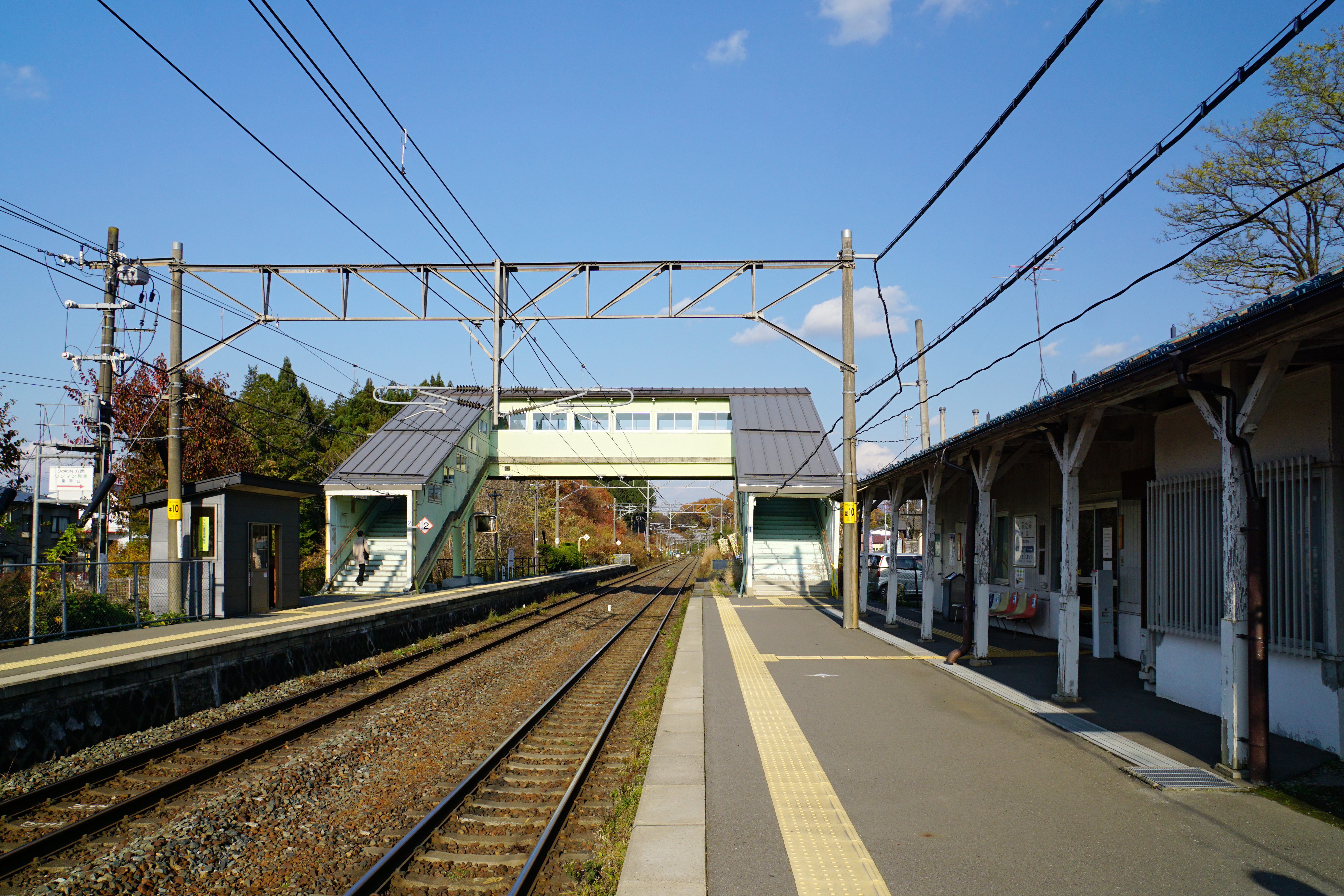
ホーム（2017年11月）

## 利用状況
IGRいわて銀河鉄道によると、2024年度（令和6年度）の1日平均乗降人員は556人である。
2000年度（平成12年度）以降の推移は以下のとおりである。なお、2000年度（平成12年度）- 2002年度（平成14年度）におけるJR東日本が算出した数値は乗車人員のものである。
| 乗車人員・乗降人員推移  | 乗車人員・乗降人員推移 | 乗車人員・乗降人員推移 | 乗車人員・乗降人員推移 | 乗車人員・乗降人員推移 | 乗車人員・乗降人員推移 | 乗車人員・乗降人員推移 | 乗車人員・乗降人員推移 |
| 年度                    | 1日平均 乗車人員       | 1日平均乗降人員        | 1日平均乗降人員        | 1日平均乗降人員        | 1日平均乗降人員        | 1日平均乗降人員        | 出典                   |
| 年度                    | 1日平均 乗車人員       | 定期                   | 定期                   | 定期                   | 定期外                 | 合計                   | 出典                   |
| 年度                    | 1日平均 乗車人員       | 通勤                   | 通学                   | 合計                   | 定期外                 | 合計                   | 出典                   |
| ----------------------- | ---------------------- | ---------------------- | ---------------------- | ---------------------- | ---------------------- | ---------------------- | ---------------------- |
| 2000年（平成12年）      | 461                    |                        |                        |                        |                        |                        | [ JR 1 ]               |
| 2001年（平成13年）      | 460                    |                        |                        |                        |                        |                        | [ JR 2 ]               |
| 2002年（平成14年）(JR)  | 484                    |                        |                        |                        |                        |                        | [ JR 3 ]               |
| 2002年（平成14年）(IGR) |                        | 263                    | 307                    | 570                    | 276                    | 846                    | [ IGR 2 ]              |
| 2003年（平成15年）      |                        | 213                    | 338                    | 551                    | 245                    | 796                    | [ IGR 3 ]              |
| 2004年（平成16年）      |                        | 198                    | 294                    | 492                    | 225                    | 717                    | [ IGR 4 ]              |
| 2005年（平成17年）      |                        | 193                    | 270                    | 463                    | 225                    | 688                    | [ IGR 5 ]              |
| 2006年（平成18年）      |                        | 206                    | 291                    | 497                    | 213                    | 710                    | [ IGR 6 ]              |
| 2007年（平成19年）      |                        | 201                    | 282                    | 483                    | 201                    | 684                    | [ IGR 7 ]              |
| 2008年（平成20年）      |                        | 191                    | 275                    | 466                    | 202                    | 668                    | [ IGR 8 ]              |
| 2009年（平成21年）      |                        | 169                    | 267                    | 436                    | 191                    | 627                    | [ IGR 9 ]              |
| 2010年（平成22年）      |                        | 163                    | 289                    | 452                    | 180                    | 632                    | [ IGR 10 ]             |
| 2011年（平成23年）      |                        | 162                    | 270                    | 432                    | 171                    | 603                    | [ IGR 11 ]             |
| 2012年（平成24年）      |                        | 185                    | 257                    | 442                    | 180                    | 622                    | [ IGR 12 ]             |
| 2013年（平成25年）      |                        | 233                    | 282                    | 515                    | 162                    | 677                    | [ IGR 13 ]             |
| 2014年（平成26年）      |                        | 229                    | 263                    | 492                    | 167                    | 659                    | [ IGR 14 ]             |
| 2015年（平成27年）      |                        | 230                    | 261                    | 491                    | 169                    | 660                    | [ IGR 15 ]             |
| 2016年（平成28年）      |                        | 232                    | 277                    | 509                    | 162                    | 671                    | [ IGR 16 ]             |
| 2017年（平成29年）      |                        | 238                    | 302                    | 540                    | 161                    | 701                    | [ IGR 17 ]             |
| 2018年（平成30年）      |                        | 248                    | 307                    | 555                    | 160                    | 715                    | [ IGR 18 ]             |
| 2019年（令和元年）      |                        | 234                    | 276                    | 510                    | 149                    | 659                    | [ IGR 19 ]             |
| 2020年（令和02年）      |                        | 224                    | 241                    | 465                    | 93                     | 558                    | [ IGR 20 ]             |
| 2021年（令和03年）      |                        | 220                    | 227                    | 447                    | 92                     | 539                    | [ IGR 21 ]             |
| 2022年（令和04年）      |                        | 223                    | 221                    | 444                    | 99                     | 542                    | [ IGR 22 ]             |
| 2023年（令和05年）      |                        | 222                    | 239                    | 462                    | 108                    | 570                    | [ IGR 23 ]             |
| 2024年（令和06年）      |                        | 230                    | 219                    | 450                    | 106                    | 556                    | [ IGR 1 ]              |

## 駅周辺
- 北上川
  - 船田橋（国道4号）
- 県道169号渋民川又線
- 石川啄木記念館
- コメリ渋民店
- 国道4号渋民バイパス
- 岩手県道169号渋民川又線
- 岩手県道301号渋民田頭線
- ひめかみ病院
- 渋民中央病院
- 渋民郵便局
- 盛岡市玉山地区文化会館「姫神ホール」
  - 渋民図書館

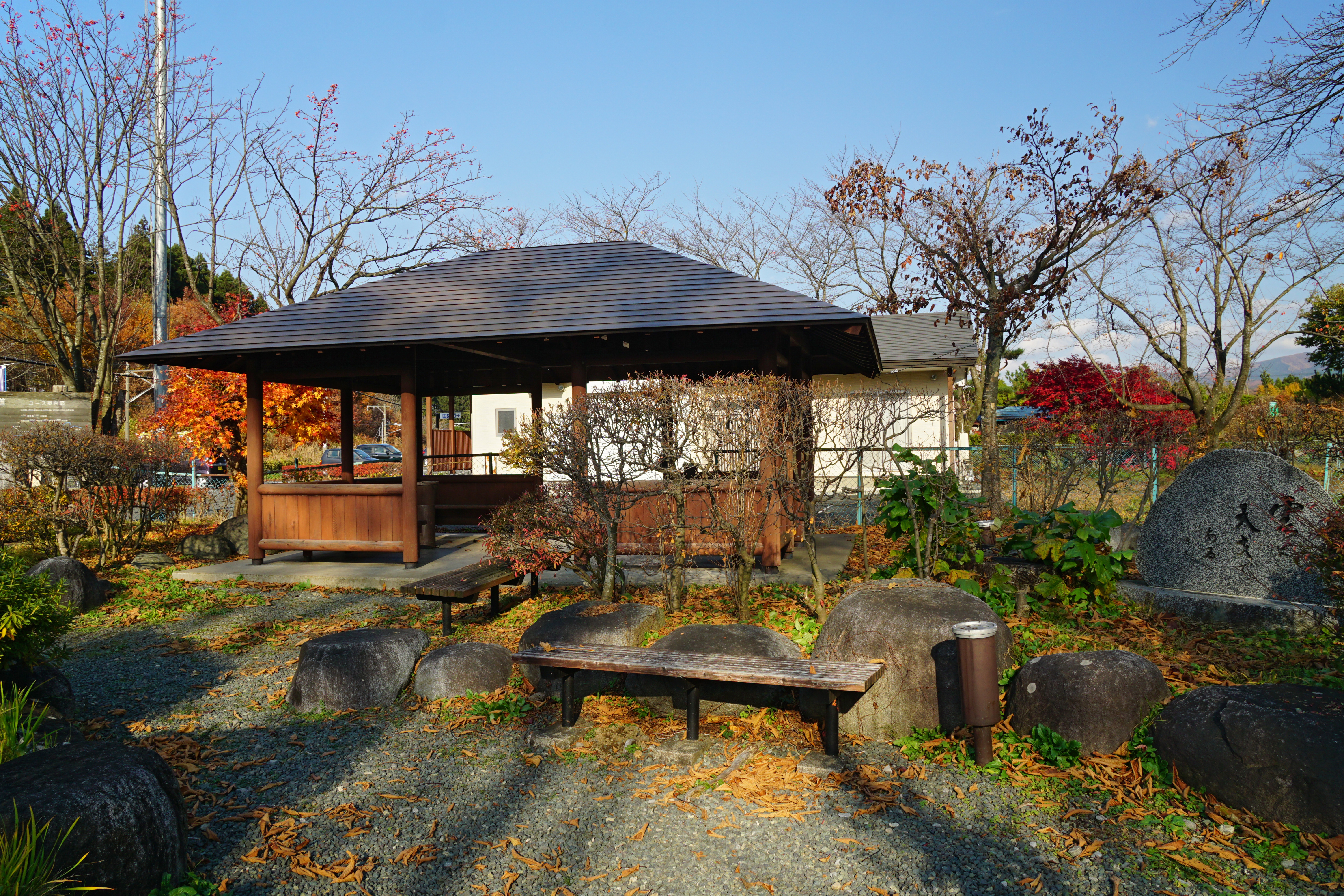
駅前広場

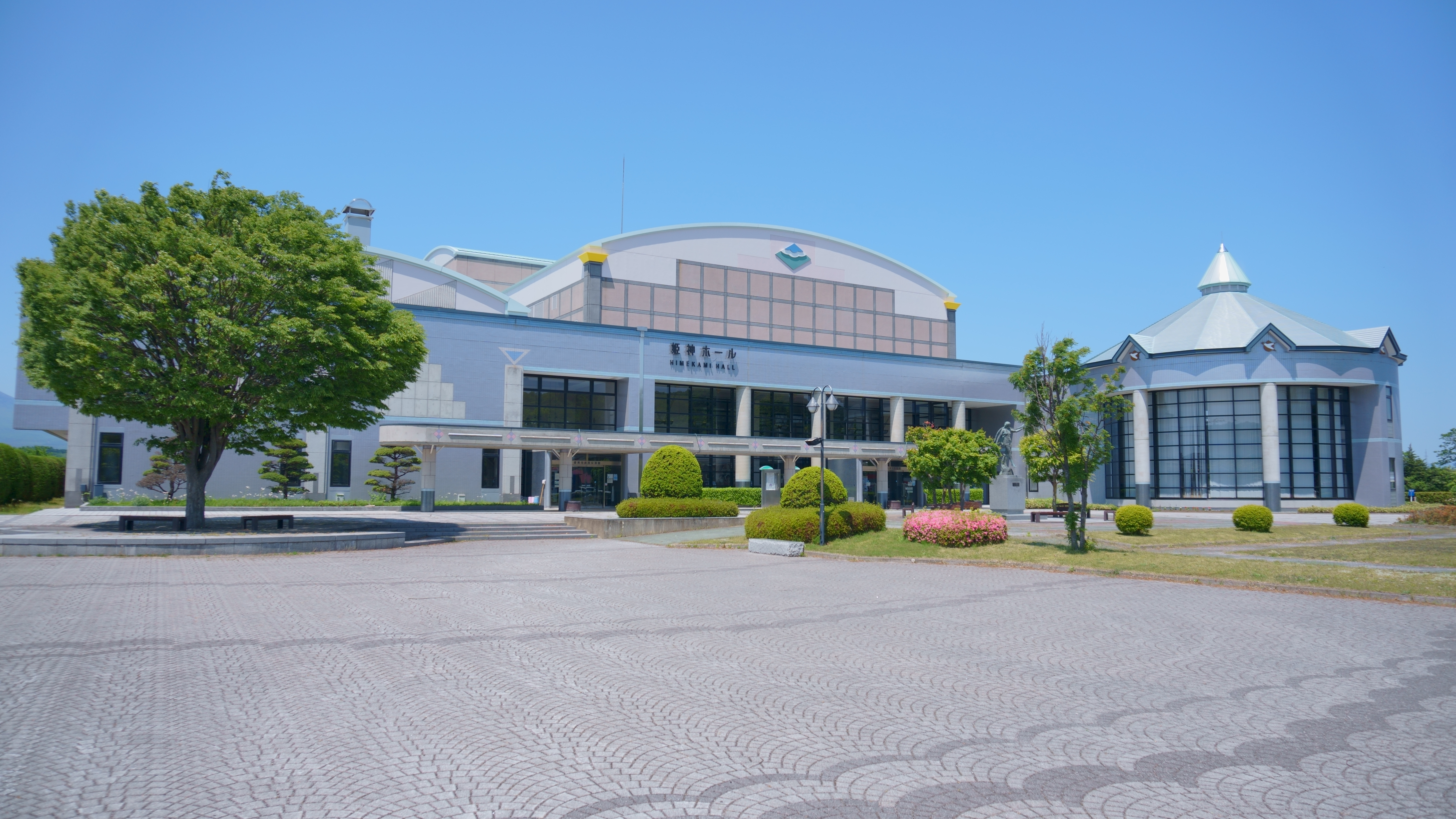
姫神ホール（岩手県盛岡市）

- 盛岡市役所玉山総合事務所（旧・玉山村役場）
- パナソニックショップ　ウィンベルいごさわ（有限会社伊五沢電気商会）
- 盛岡鉄工団地
- 東北新幹線柏木平トンネル
- 盛岡東警察署渋民駐在所
- やまごんストア玉山渋民店
- イオン盛岡渋民ショッピングセンター

## バス路線
舟田
- 岩手県北バス
  - B11・B12：沼宮内営業所 / 盛岡バスセンター

渋民中央病院
- JRバス東北
  - 白樺号：久慈駅 / 盛岡バスセンター

## その他
- 水島新司の野球漫画『ドカベン』に登場する「弁慶高校」の最寄り駅とされており、実際に東北線時代の渋民駅も話中に登場する。

## 隣の駅
IGRいわて銀河鉄道
■いわて銀河鉄道線・■JR花輪線（JR花輪線は盛岡駅 - 好摩駅間いわて銀河鉄道線）
滝沢駅 - 渋民駅 - 好摩駅

### 記事本文
1. 1 2 3  “「啄木のふるさと」 渋民駅の愛称決定 命日の13日に式典”. 岩手日報 (岩手日報社):  p. 18. (2019年4月3日)
2. 1 2  「日本国有鉄道公示第277号」『官報』1950年11月29日（国立国会図書館デジタルコレクション）
3. 1 2 3 4  石野哲 編『停車場変遷大事典 国鉄・JR編 Ⅱ』（初版）JTB、1998年10月1日、413-414頁。ISBN 978-4-533-02980-6。
4. ↑  “日本国有鉄道公示第304号”. 官報. (1971年8月13日)
5. ↑  「通報 ●油島駅ほか8駅の駅員無配置について（旅客局）」『鉄道公報』日本国有鉄道総裁室文書課、1971年8月13日、2面。
6. ↑  「JR年表」『JR気動車客車編成表 '03年版』ジェー・アール・アール、2003年7月1日、186頁。ISBN 4-88283-124-4。
7. 1 2 3  “渋民駅”.   IGRいわて銀河鉄道. 2021年4月11日閲覧。

### 利用状況

#### JR東日本
1. ↑  「JR東日本：各駅の乗車人員（2000年度）」東日本旅客鉄道。2025年7月8日閲覧。
2. ↑  「JR東日本：各駅の乗車人員（2001年度）」東日本旅客鉄道。2025年7月8日閲覧。
3. ↑  「JR東日本：各駅の乗車人員（2002年度）」東日本旅客鉄道。2025年7月8日閲覧。

#### IGRいわて銀河鉄道
1. 1 2  「2024年度 駅別乗降人員（1日平均） (PDF)」IGRいわて銀河鉄道。2025年7月5日閲覧。
2. ↑  「平成14年度 駅別乗降人員（一日平均） (PDF)」IGRいわて銀河鉄道。2025年7月5日閲覧。
3. ↑  「平成15年度 駅別乗降人員（一日平均） (PDF)」IGRいわて銀河鉄道。2025年7月5日閲覧。
4. ↑  「平成16年度 駅別乗降人員（一日平均） (PDF)」IGRいわて銀河鉄道。2025年7月5日閲覧。
5. ↑  「平成17年度 駅別乗降人員（1日平均） (PDF)」IGRいわて銀河鉄道。2025年7月5日閲覧。
6. ↑  「平成18年度 駅別乗降人員（1日平均） (PDF)」IGRいわて銀河鉄道。2025年7月5日閲覧。
7. ↑  「平成19年度 駅別乗降人員（1日平均） (PDF)」IGRいわて銀河鉄道。2025年7月5日閲覧。
8. ↑  「平成20年度駅別乗降人員（1日平均） (PDF)」IGRいわて銀河鉄道。2025年7月5日閲覧。
9. ↑  「平成21年度駅別乗降人員（1日平均） (PDF)」IGRいわて銀河鉄道。2025年7月5日閲覧。
10. ↑  「平成22年度 駅別乗降人員（1日平均） (PDF)」IGRいわて銀河鉄道。2025年7月5日閲覧。
11. ↑  「平成23年度 駅別乗降人員（1日平均） (PDF)」IGRいわて銀河鉄道。2025年7月5日閲覧。
12. ↑  「平成24年度 駅別乗降人員（1日平均） (PDF)」IGRいわて銀河鉄道。2025年7月5日閲覧。
13. ↑  「平成25年度 駅別乗降人員（1日平均） (PDF)」IGRいわて銀河鉄道。2025年7月5日閲覧。
14. ↑  「平成26年度 駅別乗降人員（1日平均） (PDF)」IGRいわて銀河鉄道。2025年7月5日閲覧。
15. ↑  「平成27年度 駅別乗降人員（1日平均） (PDF)」IGRいわて銀河鉄道。2025年7月5日閲覧。
16. ↑  「平成28年度 駅別乗降人員（1日平均） (PDF)」IGRいわて銀河鉄道。2025年7月5日閲覧。
17. ↑  「平成29年度 駅別乗降人員（1日平均） (PDF)」IGRいわて銀河鉄道。2025年7月5日閲覧。
18. ↑  「平成30年度駅別乗降人員（1日平均） (PDF)」IGRいわて銀河鉄道。2025年7月5日閲覧。
19. ↑  「令和元年度駅別乗降人員（1日平均） (PDF)」IGRいわて銀河鉄道。2025年7月5日閲覧。
20. ↑  「2020年度 駅別乗降人員（1日平均） (PDF)」IGRいわて銀河鉄道。2025年7月5日閲覧。
21. ↑  「2021年度 駅別乗降人員（1日平均） (PDF)」IGRいわて銀河鉄道。2025年7月5日閲覧。
22. ↑  「2022年度 駅別乗降人員（1日平均） (PDF)」IGRいわて銀河鉄道。2025年7月5日閲覧。
23. ↑  「2023年度 駅別乗降人員（1日平均） (PDF)」IGRいわて銀河鉄道。2025年7月5日閲覧。